# 全国青少年信息学奥林匹克联赛
全国青少年信息学奥林匹克联赛（英語：National Olympiad in Informatics in Provinces）是中华人民共和国组织的、面向中国（含港澳）中学生的信息学竞赛，由中国计算机学会主办。初赛在每年10月第二个星期六，复赛在每年11月第二个周末举办。NOIP（普及组及提高组）从2019年起“由于某种原因”暂停，自2020年起又恢复。

## 背景

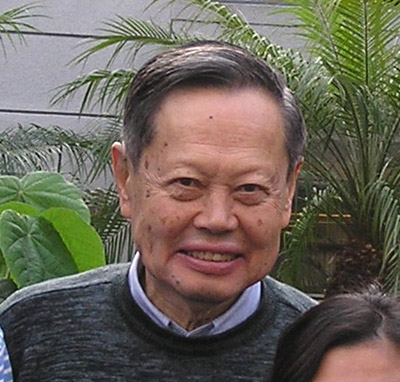
量子场论名家杨振宁是中国普及计算机教育的大力倡导者。正是杨振宁的建议使当时中国的领导人邓小平开始留意和重视计算机教育。

1983年12月28日，物理学家杨振宁向中国领导人邓小平表示“国外认为，搞软件15—18岁较有利”。1984年2月16日，邓小平参观上海市展览馆举办的十年科技成果展。邓小平在观看过计算机演示后指出“计算机的普及要从娃娃做起”。同年，中国计算机学会(CCF)创办全国青少年计算机程序设计竞赛(NOI)。当年参加竞赛的人数超过8000人。中共中央领导王震出席了首届竞赛颁奖大会，并对此项活动给予了充分肯定。
1985年起，CCF每年固定举办全国青少年信息学奥林匹克竞赛(NOI)。1995年起，举办NOIP，每年由中国计算机学会统一组织。

## 宗旨
NOIP是一项面向中国(含陆港澳)中学生的信息学竞赛和普及活动。CCF官方称NOIP的宗旨是“旨在向那些在中学阶段学习的青少年普及计算机科学知识；给学校的信息技术教育课程提供动力和新的思路；给那些有才华的学生提供相互交流和学习的机会；通过竞赛和相关的活动培养和选拔优秀计算机人才”。NOIP的官方定义是“课外性质的因材施教活动”“在业余时间自愿参加”，目的是“在更高层次上推动(信息学技术)普及”。但事实上，NOIP的专业性比较强，在学习深度、时间、参加者素质上有较高的要求，远非“业余时间参加的课外活动”。

## 竞赛内容
2022 年之前，NOIP 的参赛者可以选择使用C、C++、Pascal三种编程语言之一，初赛不同语言考题不同，复赛试题相同。具体的内容则在竞赛大纲中体现。
2016年11月1日，中国计算机学会发布通知：2020年开始，除NOIP以外的NOI系列其他赛事（包括冬令营、CTSC、APIO、NOI）将不再支持Pascal和C语言；从2022年开始，NOIP竞赛也将不再支持Pascal语言。即从NOIP 2022开始，NOI系列的所有赛事将全部取消Pascal语言。在无新增程序设计语言的情况下，NOIP系列赛事自2022开始将仅支持C++语言。

## 考试形式
NOIP分为初赛与复赛；按参赛对象分为普及组（主要为初中）和提高组（主要为高中）但不限于年级。提高组试题比普及组略难。

### 初赛
初赛通过笔试，筛选出10%～15%的报名者参加复赛。
自2019年开始，部分省的NOIP初赛将改为上机测试。

### 复赛
复赛为上机现场编程。并于当日或次日公布初测结果（2011年以前）。2011年后由CCF统一测评，并于大约一周后公布结果。复赛最初为三道题，自1999年起改为4道题。以上都是于同一天测试，其中提高组为上午，普及组为下午。
2011年起，NOIP提高组复赛改为6题，分两天测试（周六、周日上午，每日三题）。可以使用的编辑器和 IDE 有 MinGW Developer Studio、Free Pascal 以及北航GAIT研究组开发的GUIDE（GAIT Universal IDE）等。自NOI Linux发行之后NOI、NOIP被要求使用NOI Linux，但许多省因为技术原因仍在使用Windows系统，其中C/C++仍在使用Dev-C++作为IDE。
自2020年起，NOIP改为4道题，同时考试时间改为4.5小时。

## 时间
初赛一般在每年10月第三个星期六，复赛一般在每年11月第三个星期六举办（2011年至2019年，NOIP提高组复赛分为周六、周日两天），竞赛时间及赛程据CCF该年规定执行。复赛参赛者要提前一天赶到考点，以便熟悉考场并试用机房。目前，复赛提高组的比赛时间是每场4.5小时。

## 保送政策
2010年11月19日，教育部宣布取消了各项奥林匹克竞赛全国决赛一等奖以下的高校保送资格，改由所在地招生委员会决定是否给予20分及以下的加分。调整政策从2011年秋季进入高中阶段一年级的学生开始适用，2010年(含)以前已进入高中阶段学习的学生，仍可适用调整前的相关政策。
根据教育部现行《普通高校招收保送生办法》中关于保送生选拔条件的规定，获得NOIP一等奖的应届高中毕业生，均具有保送进入高校就读的资格。部分地区一等奖获奖选手还享有高考加分优惠，具体情况视省招办政策而定。获奖选手可申请参加高校自主招生和保送生考试，经高校测试通过，可享受高考降分优惠或直接保送录取。
NOIP中成绩优秀的非高三选手，可以作为省代表队成员参加全国决赛(NOI)及夏令营比赛（部分省市代表队人员须经过选拔赛决出）。NOIP获奖选手同样具有保送资格，并且成绩优秀的选手能够当场获得高校点招，免试进入名牌大学。夏令营作为全国决赛的扩大赛，本身不具有保送资格，但如果选手之前已获得NOIP一等奖，则同样可以参与现场保送。2013届及以前获得提高组复赛一等奖的高中毕业生可免高考，而通过大学的保送生考试直接被录取。

## 争议
自NOI Linux发行之后NOI、NOIP被要求使用NOI Linux，但许多省因为技术原因仍在使用Windows系统，其中C/C++仍在使用Dev-C++作为IDE。由于其头文件检查不严格，导致许多参加者在复赛NOI Linux的测评环境下失去题目的全部分数。
参赛者一般将NOIP视为大学“敲门砖”，2011年之前中国高考较为重视在各类奥赛中获奖的“专才”，NOIP获奖者可以获得高校保送或优惠录取资格，因此参赛者多以拿奖、争取保送生资格为目的。2010年11月19日，中华人民共和国教育部宣布取消各项奥林匹克竞赛全国决赛一等奖以下的高校保送资格，2011年起正式施行，包括NOIP在内的多项奥赛遇冷。此后NOIP参赛者中有很多是以争取自主招生考试资格为目的的。
由于信息学竞赛应试的需要，参赛者常常需要使用一些与软件设计理念相悖的技巧，例如为了在时限内完成子任务，完成选手使用自己编写的整数读入函数“快速读入”广为流行；选手为了快速录入竞赛的程序，普遍不重视源程序的缩进、排版、变量命名。

## 暂停与恢复
中国计算机学会于2019年8月16日在其官网及中国信息学奥林匹克官网发表公告声称，“由于某种原因”，全国信息学青少年奥林匹克联赛从2019年起暂停举行。
中国计算机学会于2020年1月21日在中国信息学奥林匹克官网发表公告声称，“由于CCF将可能获得有关部门的经费资助，CCF决定恢复全国青少年信息学奥林匹克联赛NOIP”。